# Кубок Виклику (КЕСАФА)
Ку́бок Ви́клику (англ. Challenge Cup) - регіональне змагання футбольних збірних країн Центральної та Східної Африки, що проводилося в 1967-1971 роках. До 1967 року турнір носив назву Кубок Ґоссіджа, а після 1971 року перейменований у Кубок КЕСАФА. В Кубку Виклику брали участь збірні команди всього з 4-х країн.

## Учасники
- Занзібар
- Кенія
- Уганда
- Танзанія

## Переможці
3 рази -  Уганда

2 рази -  Кенія
| Рік  | Чемпіон | 2 місце  | 3 місце  | 4 місце  |
| ---- | ------- | -------- | -------- | -------- |
| 1967 | Кенія   | Уганда   | Занзібар | Танзанія |
| 1968 | Уганда  | Кенія    | Танзанія | Занзібар |
| 1969 | Уганда  | Танзанія | Кенія    | Занзібар |
| 1970 | Уганда  | Танзанія | Занзібар | Кенія    |
| 1971 | Кенія   | Уганда   | Танзанія | Занзібар |